# Willi Oesterlein
Willi Oesterlein (* 15. September 1909 in Untertürkheim bei Stuttgart; † 23. April 1992 in Berlin) war ein deutscher Politiker (CDU).
Oesterlein besuchte eine Volksschule in Cannstatt und machte ab 1924 eine Lehre als Feinmechaniker. Er arbeitete seit 1930 in Berlin und gründete 1933 einen Betrieb für Kfz-Instrumente in Leipzig. Gleichzeitig wurde Oesterlein Mitglied der Bekennenden Kirche. 1937 machte er die Meisterprüfung als Feinmechaniker. Im Zweiten Weltkrieg wurde er als unabkömmlich (UK) gestellt, da er Spezialist für Messinstrumente war.
1945 wurde Oesterlein zunächst Mitbegründer der CDU in Leipzig und Mitglied des Vorstands der CDU Sachsen. Im Mai 1948 musste er aber nach West-Berlin fliehen. Da Johannes Müller 1961 als Bundestagsabgeordneter gewählt wurde, rückte Oesterlein in das Abgeordnetenhaus von Berlin nach. Bei der Berliner Wahl 1963 wurde er in die Bezirksverordnetenversammlung des Bezirks Charlottenburg gewählt. 1971 kehrte er in das Abgeordnetenhaus zurück, dem er dann bis 1981 angehörte. Bei der Wahl 1979 war er Alterspräsident des Abgeordnetenhauses.

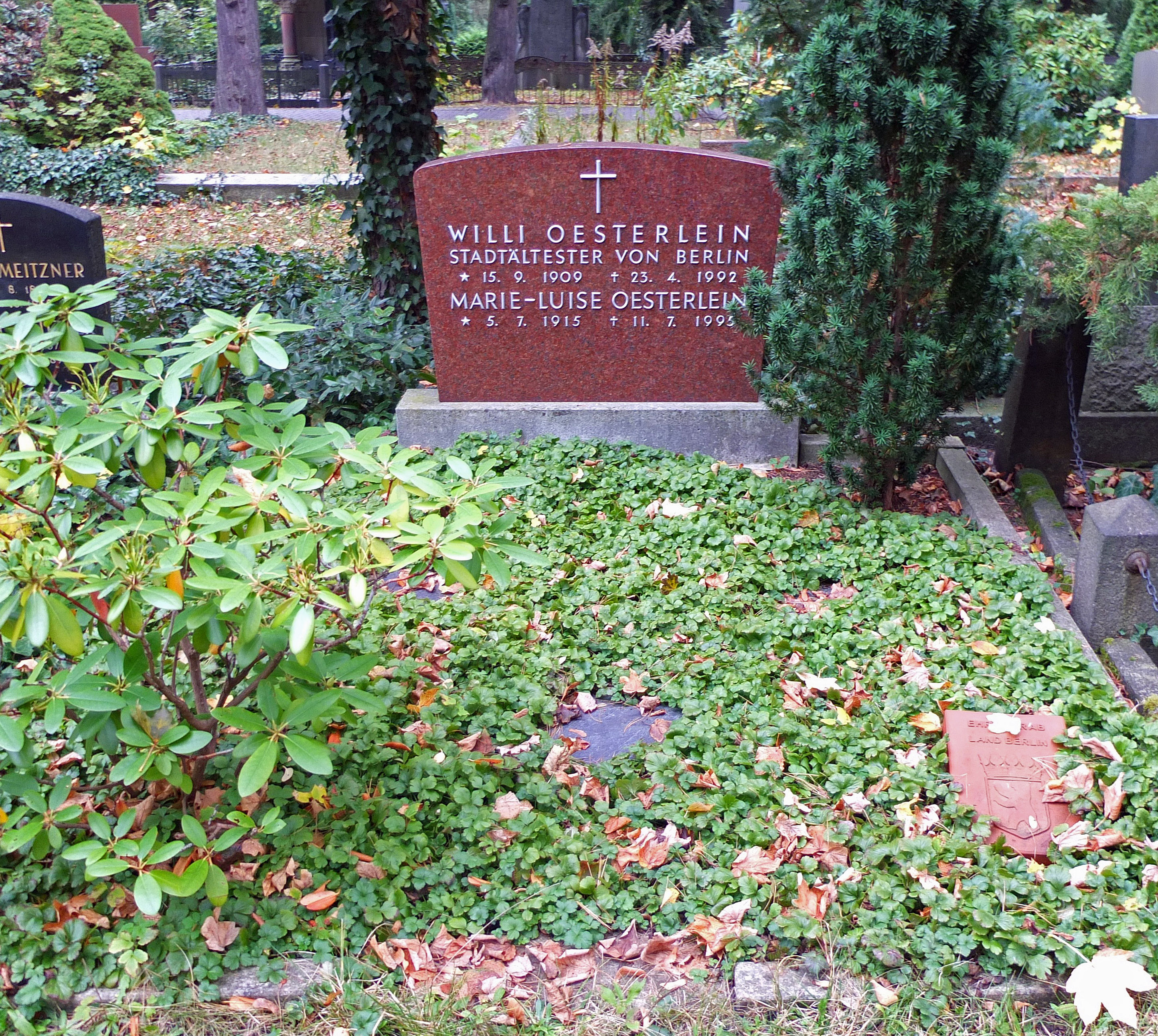
Grabstätte

1981 wurde Oesterlein als Stadtältester von Berlin geehrt. Er ist auf dem Luisenfriedhof II in Berlin-Westend beigesetzt. Sein Grab ist als Ehrengrab der Stadt Berlin gewidmet.